# روبيرت باج
كان روبرت باج (11 مارس 1730  - 1 سبتمبر 1801) رجل أعمال إنجليزيًا وروائيًا.

## الخلفية
ولد في دير دارلي، بالقرب من ديربي،  كان باج ابن صانع ورق كان لديه أربع زوجات، أولهن أم باج. توفيت بعد ولادته بوقت قصير. تلقى باج تعليمه المبكر في مدرسة مشتركة في Derby ، حيث كان طالبا ممتازا.  حصل على معرفة عملية باللاتينية في سن السابعة. وقد تلقى تدريبه كصانع ورق بينما كان متدربًا على والده. في سن ال 23 Bage تزوج امرأة شابة جميلة وثريية. مع تعزيز ماليته، أنشأ شركة لتصنيع الورق في إلفورد، ستافوردشاير ، والتي استمر فيها حتى وفاته. 
كان باج رجل أعمال ماهرًا وقد سمح له بسلاسة أعماله بوقته للقيام بالمهام الفكرية. تعلم اللغة الفرنسية من تلقاء نفسه، من خلال الكتب، ودرس الرياضيات. في عام 1765 دخل في شراكة في مسبك الحديد مع ثلاثة رجال آخرين بما في ذلك ايراسموس داروين. بعد 14 عاما في العمل، تم إنهاء الشراكة، تاركا Bage مع خسارة أكثر من 1,000 جنيه. كانت هذه خسارة كبيرة، وقرر باج أن يبدأ مسيرته في الأدب جزئياً ليعوضها. نشر روايته الأولى، جبل حنيث، في عام 1781. 
غادر Bage Elford في عام 1793 وأقام بالقرب من Tamworth. توفي في عام 1801 ، ونجا من زوجته واثنين من أبنائهم. توفي ابن آخر، جون، عندما كان شابا، وهو ألم كبير إلى Bage. استقر ابنه الأكبر، تشارلز، في شروزبري، حيث أصبح مصنعا للقطن، وأصبح ابنه الأصغر، إدوارد، جراحًا. 

## روابط خارجية
- روبيرت باج على موقع الموسوعة البريطانية (الإنجليزية)